# Peter Schenk l'Ancien
Pour les articles homonymes, voir Schenk.
Peter Schenk l'Ancien (Elberfeld, décembre 1660 - Leipzig, 1711) est un graveur, cartographe et éditeur allemand actif à Amsterdam et Leipzig.

## Biographie
Peter Schenk est né en décembre 1660 et (baptisé le 26 du mois) à Elberfeld, à l'Ouest du Saint-Empire romain germanique, près des Provinces-Unies.
Il déménage à Amsterdam en 1675, où il devient l'élève de Gerard Valck, spécialiste de la manière noire. Le 2 novembre 1687, Schenk se marie avec la sœur de Gerard, Agatha Valck, à Buiksloot, près d'Amsterdam.
En 1694, Schenk et Valck achètent des gravures sur cuivre du marchand d'art et cartographe Johannes Janssonius. Avec Abraham Blooteling, beau-frère de Valck et graveur néerlandais installé à Londres, ils vont produire des estampes pour le marché londonien — bien qu'on ne sache pas si Schenk les ait accompagnés là-bas.
Dans les années 1690, Peter Schenk publie Admirandorum quadruplex spectaculum (« quadruple spectacle des miracles »), un livre de gravures exécutées par Jan van Call à la suite de son voyage à Rome, via l'Allemagne et la Suisse, où il dessine de nombreux paysages naturels et urbains, qui constitue l'une des toutes premières expériences d'édition d'estampes en couleur,.
Jusqu'en 1700, il vit à Jordaan puis à la place du Dam. Il a eu trois fils, devenus eux-aussi graveurs sous sa coupe. Son premier fils, Peter, né à Amsterdam, est un cartographe et marchand d'estampes reconnu. Ses fils Jan et Leonardus, également nés à Amsterdam sont restés dans la capitale néerlandaise, et on probablement fait perdurer l'atelier de leur père. Sa fille Maria s'est mariée avec Leonard Valck, fils de Gerard, qui a repris l'atelier de son père.
Il part ensuite à Leipzig, où il ouvre un magasin d'art, où il vend des estampes et des cartes géographiques. Il y visite régulièrement la Leipziger Messe.
Schenk est graveur à la cour du roi Auguste II à Dresde.
En mai 1704, il visite l'Allemagne sur son chemin aller-retour entre Amsterdam et Leipzig.
Peter Schenk meurt à Leipzig en 1711. Son fils Peter reprend son magasin.

## Œuvre
Schenk a fait le portrait de plusieurs bourgmestres d'Amsterdam : Coenraad van Beuningen (en), Johan Hudde et Nicolas Witsen.
Il a réalisé de nombreuses cartes dont une du sud de l'Italie appelée Continentis Italiae Pars Australio (Amsterdam, 1703).

Œuvres de Peter Schenk l'Ancien
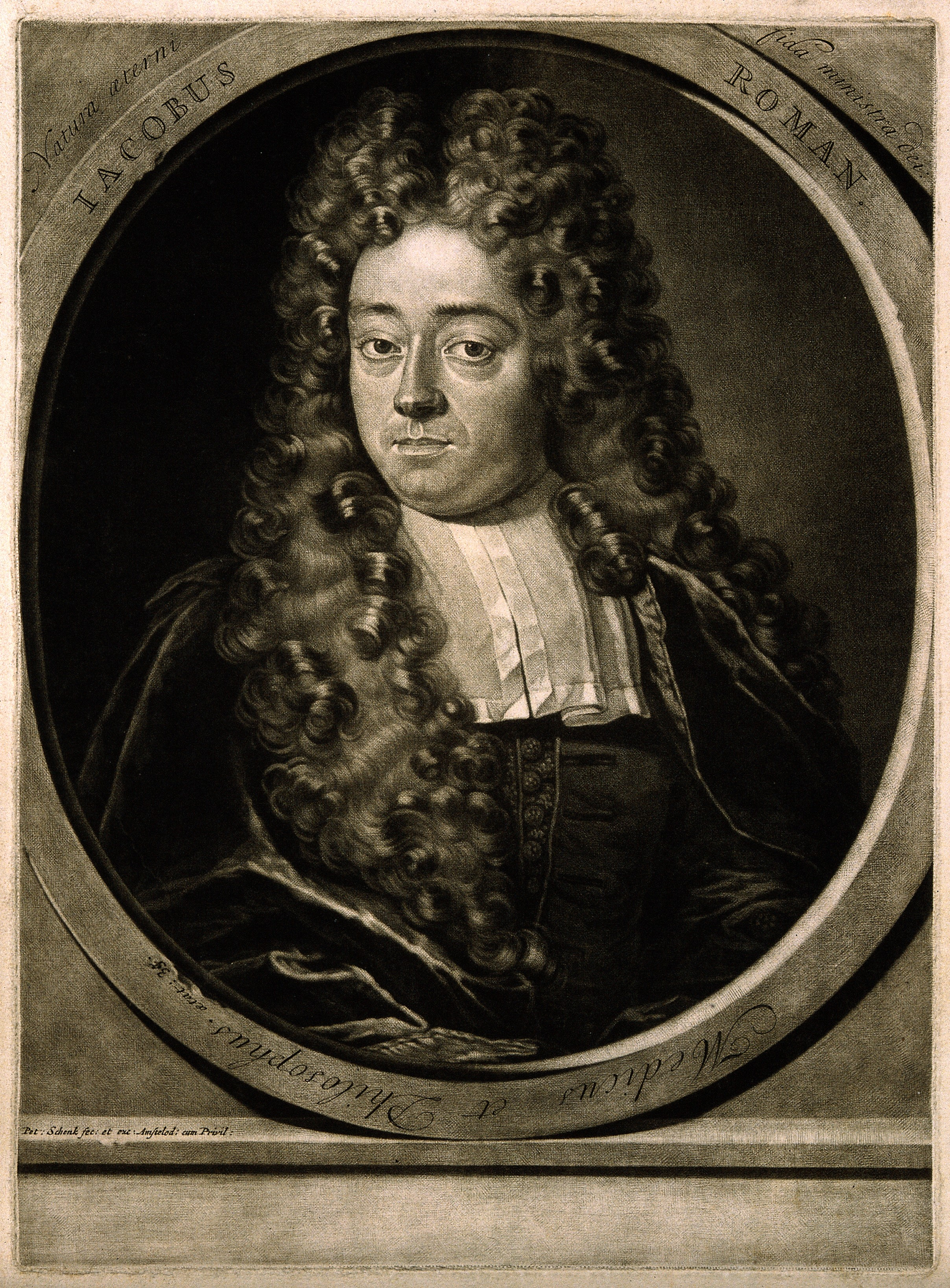
Portrait de Jacobus Roman (nl), manière noire.
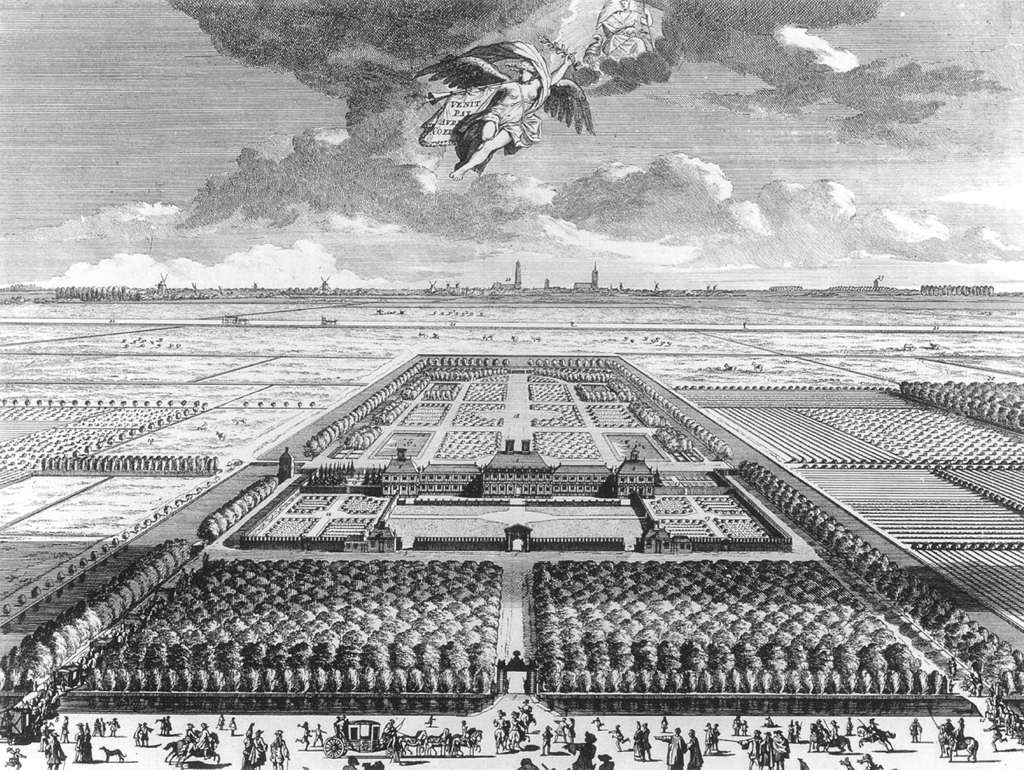
Vue aérienne de Huis ter Nieuburch at Rijswijck.
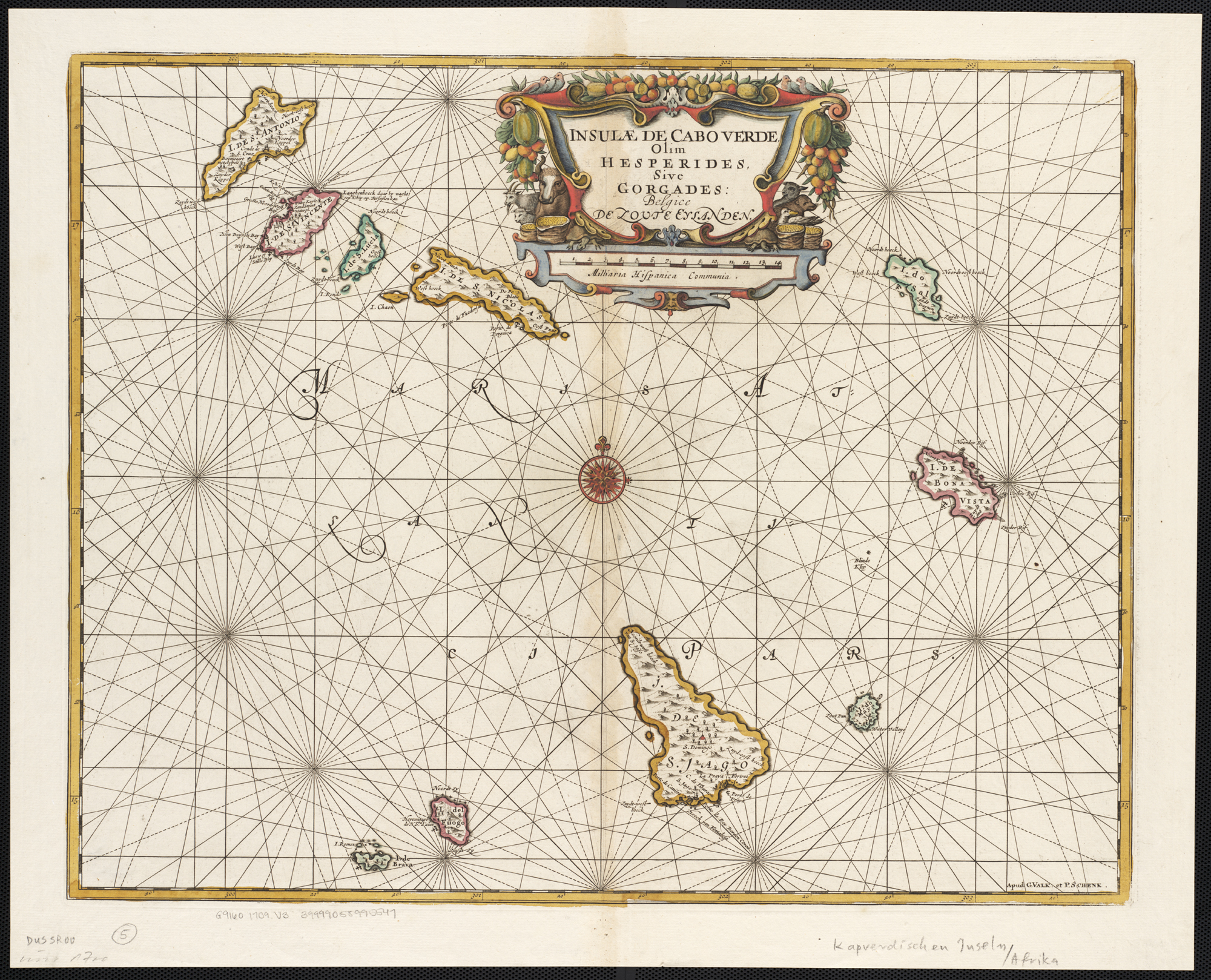
Carte des îles de Cabo Verde.
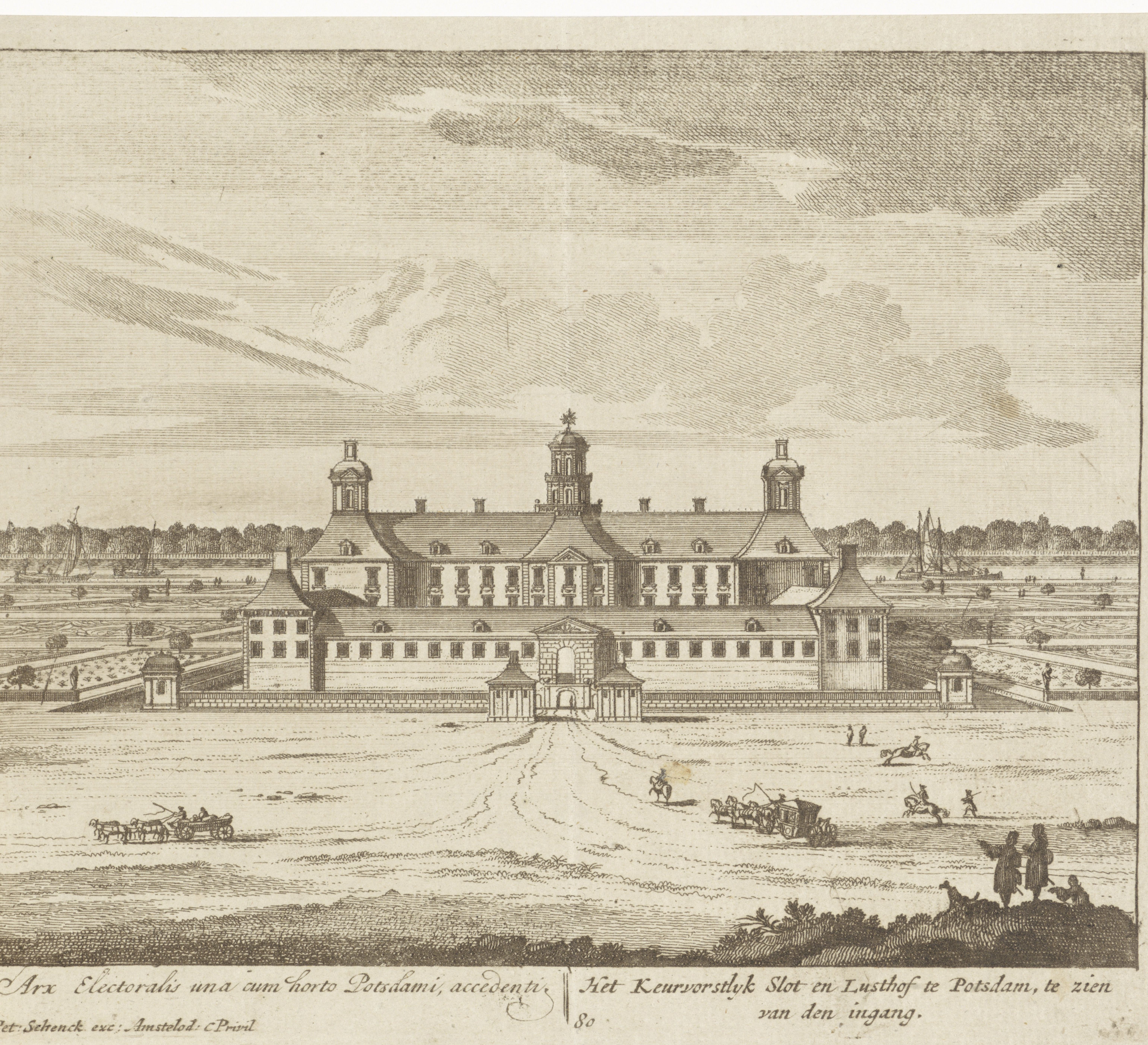
Palais de la ville de Potsdam.
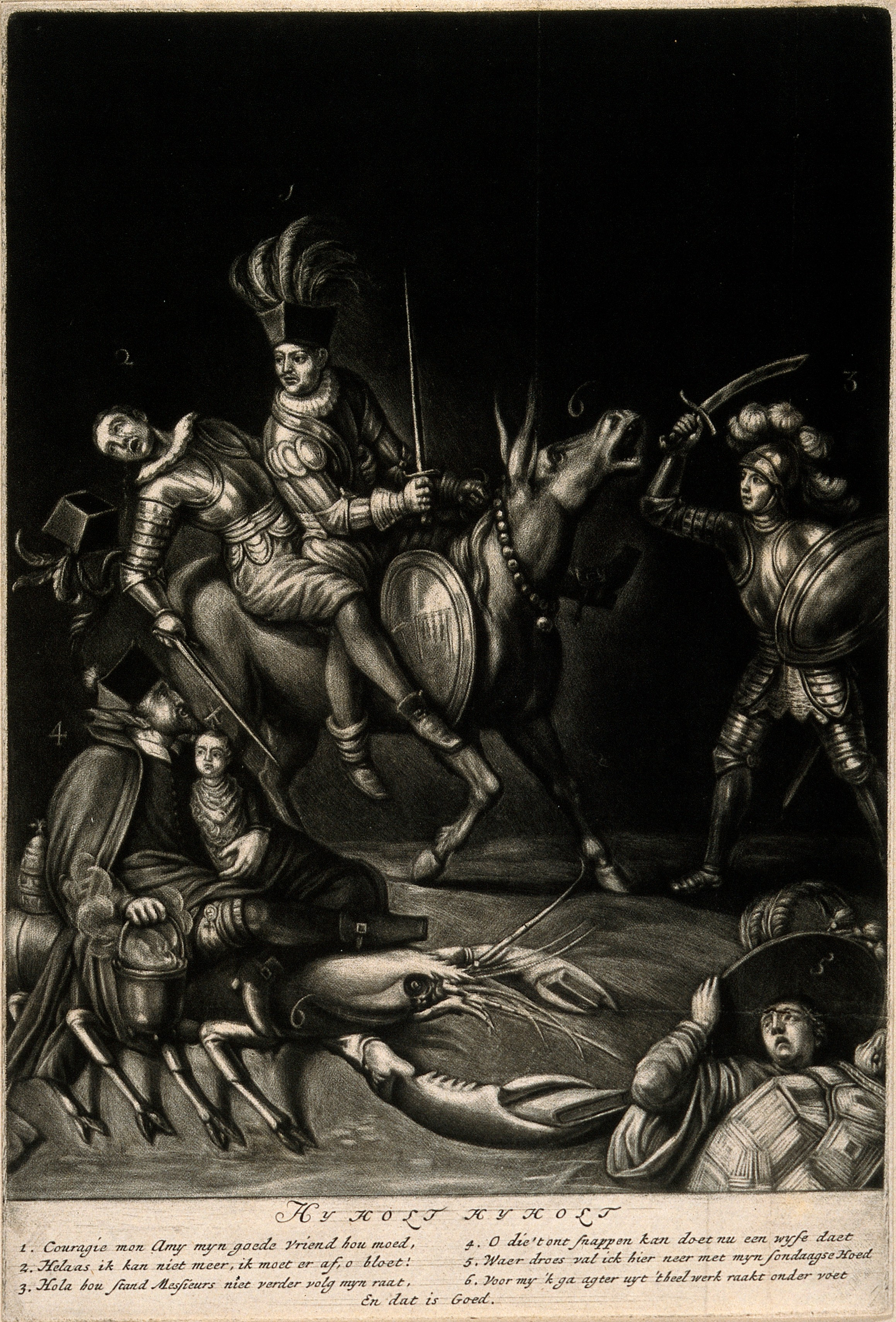
Guillaume d'Orange attaque Louis XIV et James II, manière noire.